# Shulchan Arukh
Lo Shulchan Arukh (in ebraico: שולחן ערוך, tavola apparecchiata) è un testo normativo e ritualistico ebraico redatto a Safad (Israele) da Rabbi Joseph ben Ephraim Karo (anche Yosef Caro, o Qaro) nel XVI secolo (1563 circa) e pubblicato per la prima volta a Venezia nel 1565, contenente le norme rituali e comportamentali ebraiche.
Noto anche come "Codice di Legge Ebraica", è la più autorevole codificazione di leggi dell'ebraismo. Nato come riassunto delle disposizioni talmudiche, viste anche alla luce del tempo trascorso dalla chiusura del Talmud e degli studi dei grandi rishonim quali Mosè Maimonide il Rosh ed il RIF, è diventato esso stesso, nel corso dei secoli, oggetto di esegesi, specie in funzione delle mutate condizioni sociali e politiche.
Esso, insieme a tutta la letteratura Halachica che ne è derivata, rappresenta il testo fondamentale liturgico e giuridico dell'ebraismo ortodosso.
Le sentenze e decisioni halachiche dello Shulchan Aruch seguono generalmente leggi e tradizioni sefardite mentre gli ebrei ashkenaziti generalmente seguono le sentenze halachiche di Moshe Isserles, le cui glosse allo Shulchan Aruch notano dove le usanze sefardite e ashkenazite differiscono. Queste glosse sono generalmente note come mappah (letteralmente: la "tovaglia") per la "tavola apparecchiata" dello Shulchan Aruch. Quasi tutte le edizioni pubblicate dello Shulchan Aruch includono queste glosse e il termine "Shulchan Aruch" ha finito per indicare entrambe le opere, sia quella di Karo che quella di Isserles: a Karo solitamente ci riferisce con "il mechaber" ("autore") e a Isserles come "il Rema".

## Struttura

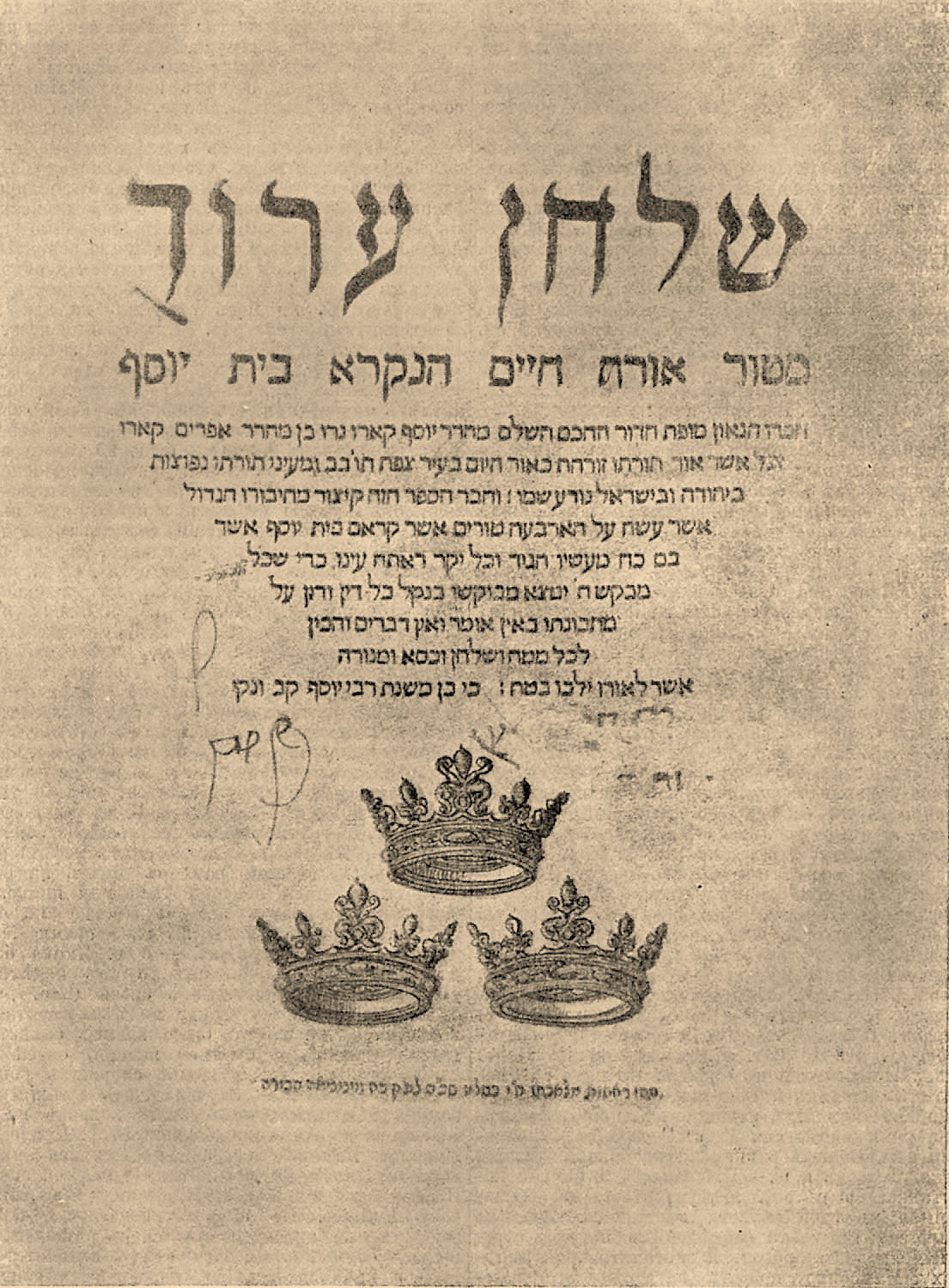
Illustrazione dello Shulchan Aruch sulla Jewish Encyclopedia (1906—1913)

Lo Shulchan Arukh segue la stessa struttura dell'Arba'ah Turim di Rabbi Jacob ben Asher. Questi libri furono scritti dal punto di vista del Minhag sefardita, altre opere dal titolo Shulchan Aruch o Kitzur Shulcan Aruch, citati qui di seguito, furono scritti dal punto di vista Minhag ashkenazita. Ci sono quattro sezioni, ognuna delle quali suddivisa in molti capitoli e paragrafi:
1. Orach Chayim - leggi della preghiera e sinagoga, del Shabbat, delle festività;
2. Yoreh De'ah - leggi della kasherut; della conversione religiosa; lutto; leggi che riguardano Israele; leggi di purezza famigliare
3. Even Ha'ezer - leggi del matrimonio, divorzio e simili;
4. Choshen Mishpat - leggi della finanza, responsabilità finanziaria, danni (personali ed economici), le regole del Beth Din e le leggi dei testimoni

## Beth Yosef

### Premessa e stile
Lo Shulchan Aruch si basa ampiamente su un'opera precedente di Karo, intitolata Beth Yosef (ebraico: "Casa di Giuseppe"). Quest'ultima è un lungo commentario globale della Arba'ah Turim (abbreviata "Tur") di Jacob ben Asher (1269-1343), che spesso cita e analizza le autorità talmudiche, geoniche e successive autorità halachiche. Il Beth Yosef analizza le teorie e le conclusioni di tali autorità citate dal Tur ed esamina anche le opinioni delle autorità non menzionate da quest'ultimo. Karo iniziò il Beth Yosef nel 1522 ad Adrianopoli e lo finì nel 1542 a Safed, nella Terra di Israele; lo pubblicò nel 1550-59.
Trentadue autorità, cominciando dal Talmud e terminando con le opere di Rabbi Israel Isserlein (1390-1460, noto come Terumath ha-Deshen), sono riassunte e discusse criticamente in Beth Yosef. Nessun'altra opera rabbinica è paragonabile a questa di Karo, per la ricchezza di materiali. Karo dimostra non solo una gamma sorprendente di letture, che coprono quasi l'intera letteratura rabbinica fino al proprio tempo, ma anche notevoli poteri di indagine critica. Non denota alcuna inclinazione ad accettare facilmente i pareri delle autorità antiche, nonostante il suo grande rispetto per loro.
Nella introduzione al suo monumentale compendio, Karo afferma chiaramente la necessità di intraprendere un simile lavoro elencandone le ragioni. L'invenzione della stampa aveva messo in pericolo la stabilità delle osservanze religiose nei loro aspetti legali e rituali. Nel XV secolo ebrei di Spagna e gli ebrei del Portogallo seguirono due tradizioni principali: la più antica tradizione di Maimonide, la cui scuola di pensiero è erede delle accademie talmudiche di Babilonia tramite gli studiosi del Nord Africa, e la scuola ashkenazita dei Tosafisti la cui tradizione si basa sul pensiero analitico (correlato al pilpul), una metodologia che era stata sviluppata nelle yeshivot di Francia e Germania, che insegnava l'importanza dei minhagim o "usanze" del paese. Gli ebrei allora viventi nei diversi regni della Spagna avevano i loro standard a cui fare appello. Il più importante di questi furono Maimonide (Rambam), i cui pareri venivano accettati in Andalusia, Valencia, Israele e il Vicino Oriente - Nahmanide e Solomon ben Adret, i cui pareri erano osservati in Catalogna; e Asher ben Jehiel e la sua famiglia, di origine tedesca, i cui pareri venivano accettati in Castiglia. Quando gli esuli spagnoli e portoghesi che erano seguaci di Rambam arrivarono nelle varie comunità d'Oriente e Occidente, dove prevalevano usi e costumi che erano completamente diversi da quelli ai quali erano abituati, naturalmente la domanda si pose se i nuovi arrivati, alcuni dei quali erano uomini di maggiore erudizione rispetto ai membri delle comunità di accoglienza in Europa, dovevano essere guidati da questi o viceversa. Inoltre la proliferazione di libri a stampa aumentava notevolmente la disponibilità della letteratura halakhica, cosicché molte persone poco istruite, che si trovano in possesso di trattati giuridici ebraici, si sentivano giustificati a seguire qualsiasi antica autorità desiderassero. Karo intraprese la sua opera Beth Yosef per rimediare a questo problema, citando ed esaminando criticamente nel suo libro le opinioni di tutte le autorità allora conosciute.
Sebbene lo Shulchan Aruch sia più che altro una codifica delle decisioni del Beth Yosef, include però altre molteplici decisioni che non sono mai citate nel Beth Yosef poiché, dopo aver completato il Beth Yosef, Karo lesse opinioni su libri che non aveva visto prima e che poi incluse nello Shulchan Aruch.

### Le fonti
Inizialmente Karo intese basarsi sul proprio giudizio relativo alle differenze di opinione tra le varie autorità rabbiniche, specialmente quando poteva affermare il suo punto di vista basato sul Talmud. Ma poi abbandonò tale idea perché, come ebbe a scrivere: "Chi ha il coraggio di sollevare la testa in alto tra le montagne, gli apici eccelsi di Dio?" e anche perché può aver pensato, anche se non menziona tale conclusione, che non avrebbe potuto avere alcun seguito se fondava la sua autorità in opposizione a quella degli studiosi antichi. Quindi Karo adottò le halakhot di Rabbi Isaac Alfasi (il Rif), Maimonide e Asher ben Jehiel (il Rosh) come sue norme, accettando come autorevole il parere di due dei tre rabbini, tranne nei casi in cui la maggior parte delle autorità antiche erano contro di loro o nei casi in cui vi fosse già stata una tradizione accettata e contraria alla sua decisione. Il risultato netto di queste ultime eccezioni è che, in certi casi, Karo decide a favore della scuola catalana di Nahmanide e ben Adret, riflettendo quindi, indirettamente, le opinioni ashkenazite, anche contro il consenso di Alfasi e Maimonide. Karo molto spesso decide casi di contenzioso, senza necessariamente considerare l'età e l'importanza dell'autorità in questione, semplicemente esprimendo le proprie opinioni. Segue l'esempio di Maimonide, come visto nella Mishneh Torah (il Yad Hachazakah), piuttosto che quella di Jacob ben Asher, che decide di rado tra le autorità antiche.
Diverse ragioni indussero Karo a collegare il suo lavoro con il "Tur", invece del codice di Maimonide. In primo luogo il "Tur", anche se non considerato importante autorità come il codice Maimonide, era molto più conosciuto, il secondo essendo riconosciuto solo tra gli ebrei spagnoli mentre il primo godeva di un'ottima reputazione tra gli ashkenaziti e i sefarditi, come anche tra gli ebrei italiani. In secondo luogo non era intenzione di Karo scrivere un codice simile nella forma al lavoro di Maimonide; Karo intendeva proporre non solo i risultati delle sue indagini ma anche le indagini stesse Voleva non solo aiutare il rabbino officiante nell'esercizio delle sue funzioni ma anche tracciare per lo studente lo sviluppo di particolari leggi del Talmud attraverso la letteratura rabbinica successiva. A differenza del Tur, il codice di Maimonide include tutti i campi della legge ebraica, sia con rilevanza attuale sia con prospettiva passata e futura (come le leggi dei sacrifici, il Messia, i Re, ecc.) Per Karo, il cui interesse consisteva nel pronunciarsi su questioni pratiche, il Tur sembrava una scelta migliore.

## Sviluppi paralleli
Il "Rema" (Moses Isserles) iniziò a scrivere il suo commentario sull'Arba'ah Turim, Darkhei Moshe, circa allo stesso tempo di Yosef Karo. Karo terminò la sua opera "Bet Yosef" per primo e fu presentata al Rema come regalo da uno dei suoi studenti. Nel ricevere il dono il Rema non riusciva a comprendere come mai avesse passato tanti anni ignaro degli sforzi di Karo. Dopo aver consultato il Bet Yosef, Moses Isserles capì che Karo si era basato principalmente su poskim sefarditi.
Al posto delle tre autorità standard usate da Karo, Isserles cita "le autorità successive" (basandosi principalmente sulle opere di Yaakov Moelin, Israel Isserlein e Israel Bruna, insieme ai Tosafisti franco-tedeschi) quali criterio di opinione. Mentre il Rosh in molte occasioni fondava le sue decisioni su queste fonti, Isserles diede loro più rilevanza nello sviluppare decisioni legali pratiche. Incorporando queste altre opinioni, Isserles infatti esaminava le critiche maggiori in merito alle quali molti consideravano arbitraria la scelta delle tre autorità su cui Karo basava la sua opera.
Dopo aver realizzato ciò, il Rema accorciò il suo lavoro Darkhei Moshe, concentrandosi solo sulle sentenze che differiscono da Bet Yosef.
Le sentenze halachiche dello Shulchan Aruch generalmente seguono l'usanza sefardita. Il Rema aggiunse le sue glosse e le pubblicò come osservazioni sullo Shulchan Aruch specificando ogni volta che le tradizioni sefardite e quelle ashkenazite differiscono. Queste glosse sono denominate mappah, che letteralmente fa da "tovaglia" alla "tavola apparecchiata" dello Shulchan Aruch. Quasi tutte le edizioni pubblicate dello Shulchan Aruch includono queste glosse.
L'importanza del minhag ("usanza locale prevalente") è un punto di controversia tra Karo e Isserles: mentre Karo afferma le autorità originali e le ragioni materiali, Isserles considera il minhag un oggetto di grande importanza e da non omettersi nei codici. Soprattutto questo punto indusse Isserles a scrivere le sue glosse allo Shulchan Aruch, in modo che le usanze (minhagim) degli ashkenaziti potessero essere riconosciute e non accantonate a causa della reputazione di Caro.

## Shulchan Aruch
Karo scrisse lo Shulchan Aruch a tarda età, per beneficio di coloro che non possedevano un'educazione necessaria a capire il suo Beth Yosef. Il formato dell'opera somiglia a quello usato da Jacob ben Asher nel suo Arba'ah Turim, ma più conciso; senza citare le fonti. Questo libro, che per secoli è stato, ed essenzialmente è ancora, "il codice" dell'ebraismo rabbinico per tutte le questioni rituali e giuridiche sorte dopo la distruzione del Tempio di Gerusalemme, ha un notevole storia. L'autore stesso non aveva una gran opinione dell'opera, osservando che l'aveva scritta soprattutto per i "giovani studenti" (Shulchan Aruch, Introduzione). Karo non si riferisce mai ad essa nei suoi responsa ma sempre al  Beth Yosef. Lo Shulchan Aruch ha raggiunto fama e popolarità non contro la volontà dell'autore e forse grazie agli studiosi stessi che lo criticavano.
La storia dello Shulchan Aruch è, in un certo senso, identica alla storia della letteratura rabbinica degli ebrei in Polonia nel corso di due secoli. Il riconoscimento o la negazione dell'autorità di Karo risiedeva interamente coi Talmudisti polacchi. Le autorità ebraiche tedesche erano state costrette a cedere il passo a quelle polacche sin dall'inizio del XVI secolo.
Karo era già stato contrastato da diversi contemporanei sefarditi, Yom-Tob Zahalon, che aveva designato lo Shulchan Aruch come un libro per "bambini e ignoranti" (nel suo responsum, n. 67, all'inizio), e Jacob Castro, il cui lavoro Erekh ha-Shulchan consiste di glosse critiche allo Shulchan Aruch. Moshe Isserles e Solomon Luria - il "Maharshal", furono i primi avversari importanti in Europa orientale.
Inoltre, in risposta a coloro che volevano forzare le decisioni dello Shulchan Aruch su quelle comunità che seguivano il Rambam, Karo scrisse:
Allo stesso modo molte autorità halachiche successive consigliavano l'accettazione dell'autorità dello Shulchan Aruch, in mancanza di esistenti tradizioni che lo contraddicessero. Infine, le decisioni dello Shulchan Aruch divenne lo standard accettato non solo in Europa e dalla diaspora ma anche in Terra di Israele, dove precedentemente si erano seguite altre autorità.

## Struttura della pagina
A partire dal XVII secolo lo Shulchan Aruch è sempre stato stampato con le annotazioni di Isserles in caratteri piccoli, mescolate con il testo di Karo. Data la continua proliferazione di commentari su tale opera, si usarono gradualmente tipi e stili di stampa più sofisticati, simili a quelli del Talmud. Le fonti ed i riferimenti vengono dati in due modi: quelli dello Shulchan Aruch si trovano sull'opera successiva, Be'er ha-Golah, e quelli dell'opera di Isserles sono tra parentesi dopo i suoi commenti. Esistono dubbi su chi ha scritto i riferimenti ai commenti di Isserles poiché sono occasionalmente sbagliati.

## Commentari maggiori
- Magen Avraham ("Scudo di Abramo") di Rabbi Avraham Gombiner (su Orach Chayim)
- Turei Zahav ("Righe d'oro", abbreviato con Taz) di Rabbi David HaLevi Segal (su Orach Chayim, Yorei Deah e Even ha-Ezer)
- Sifthei Kohen ("Le labbra del Kohen", abbrev. Shach) di Rabbi Shabbatai ha-Kohen (su Yorei Deah e Choshen Mishpat)
- Beth Shmuel e Chelkath Mechokek (su Even ha-Ezer)
- Machatzit HaShekel ("La raccolta di un soldo all'anno con lo scopo di censimento in antico Israele") di Rabbi Samuel Neta HaLevi.

Mentre questi commentari maggiori sono ampiamente diffusi, alcune prime edizioni dello Shulchan Aruch furono auto-pubblicate (più che altro tra la fine del XVII secolo e l'inizio del XVIII), con commenti da parte di vari rabbini, sebbene tali commentari non ottenessero mai un riconoscimento significativo. 
Un patrimonio di opere più tarde includono il commento e l'esposizione da dette autorità halachiche come Ketzoth ha-Choshen e Avnei Millu'im, Netivoth ha-Mishpat, il Gaon di Vilna, Rabbi Yechezkel Landau ( Dagul Mervavah), rabbini Akiva Eger, Mosè Sofer e Chaim Joseph David Azulai ( Birkei Yosef) le cui opere sono ampiamente riconosciuti e ampiamente citati nella letteratura successiva halachica.
Una pletora di opere successive include commentari ed esposizioni di autorità halakhiche come Ketzoth ha-Choshen e Avnei Millu'im, Netivoth ha-Mishpat, il Gaon di Vilna, Rabbi Yechezkel Landau (Dagul Mervavah), Rabbis Akiva Eger, Moses Sofer, e Chaim Joseph David Azulai (Birkei Yosef), gli scritti dei quali sono ampiamente riconosciuti e molto citati nella letteratura halakhica seguente.

## Raccolte recenti
Nel tardo XVIII secolo ci furono diversi tentativi di raccogliere le opinioni halakhiche in una più semplice ed accessibile forma.
Rabbi Shneur Zalman di Liadi scrisse uno Shulchan Aruch su richiesta del leader chassidico, Rabbi Dovber di Mezeritch. Per distinguere questo lavoro dall'opera di Karo, ci si riferiva chiamandolo Shulchan Arukh HaRav. Rabbi Abraham Danzig fu il primo della comunità ebraica lituana a cercare di produrre un sommario delle opinioni contenute nei succitati lavori, nel suo Chayei Adam e Chochmath Adam. Esistono opere simili intitolate Ba'er Heitev e Sha'arei Teshuvah/Pitchei Teshuvah (solitamente pubblicate come commentari su certe edizioni dello Shulchan Aruch, e anche Kitzur Shulchan Aruch di Rabbi Shlomo Ganzfried di Ungheria). I libri di Danzig e Ganzfried non seguono la struttura dello Shulchan Aruch ma, dato il loro approccio monocorde, sono considerati più facili da seguire per coloro che hanno meno esperienza in Halakhah.
La Mishnah Berurah, l'opera principale di halakhah prodotta da Rabbi Yisrael Meir Kagan (lo "Chafetz Chaim"), è una raccolta di opinioni di autorità successive (gli Acharonim) sulla sezione di Orach Chayim dello Shulchan Aruch. Aruch HaShulchan, di Rabbi Yechiel Michel Epstein, è un lavoro più analitico che tenta di ottenere lo stesso risultato da una prospettiva differente e copre tutte le sezioni dello Shulchan Aruch. Il primo gode di maggior fama, sebbene sia più ristretto come scopo, ed è reputato autorevole da molti membri dell'ebraismo ortodosso, specialmente da coloro che sono tipicamente associati alle yeshivot ashkenazite. Ben Ish Chai, Kaf Ha'Chaim e più recentemente, lo Yalkut Yosef sono opere simili, scritte da rabbini sefarditi per le rispettive comunità.